# قلاکوتی خرکال
قلاکوتی خرکال مربوط به دوران‌های تاریخی پس از اسلام است و در شهرستان املش، بخش رانکوه، روستای خسیل دشت واقع شده و این اثر در تاریخ ۲۷ بهمن ۱۳۸۲ با شمارهٔ ثبت ۱۰۹۶۲ به‌عنوان یکی از آثار ملی ایران به ثبت رسیده است.